# دوائر سوداء حول محجرية
الدوائر السوداء حول المحجر أو الهالات السوداء (بالإنجليزية: Periorbital dark circles) تعني أن منطقة الجلد تحت العينين تبدو داكنة. قد تظهر هذه المنطقة كظلال من الأزرق، الأرجواني، البني، أو الأسود، اعتمادًا على لون البشرة الطبيعي. هناك العديد من أسباب هذه الأعراض، بما في ذلك الوراثة والكدمات.
الدوائر الداكنة تحت العين لها العديد من الأسباب المحتملة. قد تحدث الدوائر الداكنة غالبًا بسبب قلة النوم، والتعب. قد تشمل الأسباب الأخرى انخفاض إمدادات الأكسجين إلى الأوعية الدموية، الجفاف، سوء التغذية، فقر الدم (نقص الحديد أو فيتامين بي12)، الحساسية، الربو، التقدم في السن، الكحولية، أو قد تكون ذا أستعداد وراثي.

## الأسباب

### الحساسية، الربو، والأكزيما
يمكن أن تسهم أي حالة تسبب حكة العينين في الهالات السوداء بسبب فرك أو خدش الجلد من حولها. سيلاحظ المصابون بحساسية الأنف على وجه الخصوص «لطخات» تحت العين خلال ذروة موسم الحساسية. أيضا، تحدث الدوائر السوداء الناجمة عن الحساسية بسبب الازدحام الوريدي السطحي في الشعيرات الدموية تحت العينين.

### الأدوية
أي أدوية تسبب تمدد الأوعية الدموية يمكن أن تتسبب في تغميق الدوائر تحت العينين. الجلد تحت العينين حساس جدا، أي زيادة في تدفق الدم تظهر من خلال الجلد.

### فقر الدم
يمكن أن يساهم نقص العناصر الغذائية في النظام الغذائي، أو عدم وجود نظام غذائي متوازن، في تغير لون المنطقة تحت العينين. يعتقد أن نقص الحديد ونقص فيتامين بي12 يمكن أن يسبب الدوائر السوداء أيضا. نقص الحديد هو النوع الأكثر شيوعا من فقر الدم وهذه الحالة هي علامة على عدم وصول ما يكفي من الأكسجين إلى أنسجة الجسم.
يمكن أن يصبح الجلد أيضا أكثر شاحبا أثناء الحمل والحيض (بسبب نقص الحديد)، مما يسمح للأوردة الكامنة تحت العينين بأن تصبح أكثر وضوحا.

### التعب
يمكن أن تسبب قلة النوم والتعب الذهني شحوب الجلد، مما يسمح للدم تحت الجلد بأن يصبح أكثر وضوحا ويظهر أكثر زرقة أو أغمق.

### التقدم في السن
من المرجح أن تصبح الهالات السوداء أكثر وضوحا ودائمة مع تقدم العمر. هذا لأنه مع تقدم الناس في السن، تفقد بشرتهم الكولاجين، وتصبح أرق وأكثر شفافية.

### التعرض إلى الشمس
يدفع الجسم إلى إنتاج المزيد من الميلانين، الصباغ الذي يعطي البشرة لونها.

### الجفاف
الجفاف هو سبب شائع للدوائر السوداء تحت العينين. عندما لا يكون الجسم رطبا جيدا، يبدأ الجلد تحت العينين في أن يبدو باهتا وتبدو العينين غارقتان.

### الوراثة
يلعب التاريخ العائلي أيضا دورا في تطوير الدوائر السوداء تحت العينين. يمكن أن تكون سمة موروثة تشاهد منذ مرحلة الطفولة المبكرة.

## العلاج
يعتمد علاج دوائر العين الداكنة على السبب الكامن وراء ذلك. قد تكون هناك حاجة إلى تغييرات في نمط الحياة، مثل إدخال تحسينات على عادات النوم أو النظام الغذائي.
تشمل العلاجات الحديثة الكريمات الموضعية التي يتم تسويقها للحالة. بالإضافة إلى ذلك، يمكن أن تساعد العديد من مكونات العناية بالبشرة في شكل كريمات العين. الكافيين هو مضيق للأوعية قوي ثبت أنه يحسن مظهر الدوائر السوداء عن طريق انقباض الأوعية المتوسعة تحت العينين أو شدها. يمكن أن يساعد فيتامين سي في تفتيح فرط التصبغ وكذلك سماكة الطبقة الجلدية من الجلد التي تخفي الدوائر السوداء.